# (5444) Gautier
(5444) Gautier est un astéroïde de la ceinture principale.

## Description
(5444) Gautier est un astéroïde de la ceinture principale. Il fut découvert par Henry E. Holt le 5 août 1991 à l'observatoire Palomar. Il présente une orbite caractérisée par un demi-grand axe de 2,3775 UA, une excentricité de 0,1559 et une inclinaison de 0,7591° par rapport à l'écliptique.
Il fut nommé en hommage à Daniel Gautier, scientifique expérimenté au département de la recherche spatiale à l'observatoire de Paris-Meudon.

## Compléments